# Cesio Nasica
Cesio Nasica (fl. I secolo) è stato un militare romano.
Ebbe il comando della Legio IX Hispana in Britannia, e sconfisse la prima delle rivolte capeggiate da Venuzio dei Briganti durante il governatorato di Aulo Didio Gallo (dal 52 al 57).
Potrebbe essere stato il fratello maggiore di Quinto Petillio Ceriale.